# Uku Suviste
Uku Suviste (født 6. juni 1982) er en Estisk Sanger, Sangskriver og Musikproducer. Han skal repræsentere Estland ved Eurovision Song Contest 2021 i Rotterdam med sangen "The Lucky One".